# Xiangzhong Yang
Xiangzhong Yang (auch „Jerry“ Yang; * 1959 in China als 杨向中,  Yáng Xiàngzhōng; † 5. Februar 2009 in Boston) war ein US-amerikanischer Stammzellenforscher.
Yang wuchs in China auf und konnte auf Grund seiner herausragenden Leistungen an der Universität von Peking seine Studien in den Vereinigten Staaten fortsetzen. Zunächst arbeitete er an Klonversuchen an der Cornell University in New York, seit 1996 an der Universität von Connecticut.
Im Jahr 1999 gelang es ihm, das erste Kalb in den USA zu klonen. Er galt als führender Stammzellenforscher der Vereinigten Staaten. 2009 erlag Yang einem vierjährigen Krebsleiden. Seine umstrittenen Studien an menschlichen Embryonen konnte er krankheitsbedingt nicht fortsetzen.